# Aleksandr Pitjusjkin
Aleksandr Pitjusjkin (Russisk: Алекса́ндр Ю́рьевич Пичу́шкин tr. Aleksandr Jurjevitj Pitjusjkin) (født: 9. april 1974) er en russisk seriemorder, der havde som mål at dræbe 64 mennesker, en for hvert felt på et skakbræt, derfor kaldes han også skakmorderen.
Han blev anholdt 2006 og anklaget for 49 mord og 3 mordforsøg, men har formentlig slået 62 ihjel, da han på et skakbræt har skrevet datoer for sine mord og her er 62 datoer. Han har udtalt, at hans ambition var, at overgå den tidligere russiske massemorder Andrei Chikatilo, som mellem 1978 og 1990 dræbte 53 kvinder og børn.
Aleksandr Pitjusjkin har hovedsagligt dræbt ældre mænd, som han lokkede med vodka, men mellem hans ofre var også fire kvinder, heriblandt en forhenværende kæreste. Hans fremgangsmåde var først at drikke med ofrene indtil de blev berusede, og så overfalde dem med en hammer.
Mordene blev hovedsagligt begået i Bitsa park, et skovområde sydvest for Moskva, under efterforskningen af mordsagen har Aleksandr Pitjusjkin vist politiet flere grave i området. Det først mord begik han i 1992 da han var 18 år. Mordene har derefter pågået i hele perioden 1992-2006, med højest aktivitet mod slutningen fra 2005.
Pitjusjkin blev arresteret 16. juni 2006 og retssagen i Moskva begyndte 14. september 2007). I oktober 2007 anmodede han retten om at tilføje 11 ofre til hans liste af mord, så hans kendte antal ofre kommer op på 63 mennesker. Den 24. oktober kendte juryen i Moskva Pitjusjkin  skyldig i mordet på de 49 samt de 3 mordforsøg og dommeren afsagde den 29. oktober dom om fængsel på livstid og afsoning i et fængsel "med særligt regime". 
Han har udtalt at han følte sig som en far for hans drabsofre og at drab er som kærlighed, des tættere en person var på ham des mere behageligt var det at dræbe ham.

## Reference
1. ↑  Navnet er anført på svensk og stammer fra Wikidata hvor navnet endnu ikke findes på dansk.
2. ↑  Nyhedsavisen, fredag den 14. september 2007, side 23
3. ↑  Russisk politi, 29. juni 2007 Arkiveret 2. november 2007 hos  Wayback Machine (russisk)
4. ↑  Russian serial killer says murder is like love, Reuters, 9. oktober 2007 (engelsk)